# زنوو اس‌تی۱
زنوو اس‌تی۱ (به انگلیسی: Zenvo ST1) یک خودروی اسپورت با عملکرد بالا است که توسط شرکت دانمارکی زنوو ساخته شده‌است. این اولین مدل این شرکت است و تقریباً به‌طور کامل توسط تیم کوچکی از کارگران به استثنای یک روتر سی‌ان‌سی ساخته شده‌است.

## مشخصات موتور
زنوو اس‌تی۱ یک خودروی اسپورت با عملکرد بالا است. موتور دوگانه ۷٬۰۱۱ سانتی‌متر مکعب (۷٫۰ لیتر؛ ۴۲۷٫۸ اینچ مکعب) LS7 وی۸ آن ۱٬۱۰۴ اسب بخار متری (۱٬۰۸۹ اسب بخار ترمز؛ ۸۱۲ کیلووات) در ۶٬۹۰۰ دور در دقیقه و ۱٬۴۳۰ نیوتن متر (۱٬۰۵۵ پوند-فوت) در ۴٬۵۰۰ دور در دقیقه گشتاور نیرو تولید می‌کند. طبق گزارش موتور ریپورت، این خودرو شتاب ۰ تا ۱۰۰ کیلومتر بر ساعت (۶۲ مایل بر ساعت) را ۳٫۰ ثانیه، با شتاب ۰ تا ۲۰۰ کیلومتر بر ساعت (۱۲۴ مایل بر ساعت) ۸٫۹ ثانیه و حداکثر سرعت ۳۷۵ کیلومتر بر ساعت (۲۳۳ مایل بر ساعت) در ساعت را تنظیم کرد.
اس‌تی۱ به استثنای روتر سی‌ان‌سی ۵ محوره با کارایی بالا کاملاً با دست ساخته شده‌است. اس‌تی-۱ مجهز به ورود بدون کلید، ناوبری ماهواره‌ای، تنظیم فرمان تلسکوپی و صندلی‌های مسابقه چرمی قابل تنظیم الکتریکی است.
این خودرو دارای لیست قیمت ۶۶۰٬۰۰۰ یورو است. قیمت ثبت نام خودرو در دانمارک حدود ۱۶ میلیون کرون (۲٬۱۴۳٬۹۵۲ یورو) به‌دلیل مالیات بالای ثبت نام این کشور است. با این حال، زنوو تنها بازار صادراتی را هدف قرار داده‌است. تولید به ۱۵ خودرو محدود شده‌است.

## طراحی
زنوو ادعا می‌کند اس‌تی-۱ کاملاً نتیجه طراحی دانمارکی است. ماشین توسط کریستین برانت و جسپر هرمان طراحی شد. بدنه فیبر کربن در آلمان ساخته شده‌است و بسیاری از قطعات مانند گیج، مخزن بنزین، ترمزهای ای‌بی‌اس، کنترل کشش و کیسه هوا از خودروهای ساخت آمریکا یا آلمان می‌آیند.